# Valérie Beauvais
Pour les articles homonymes, voir Beauvais (homonymie).
Valérie Beauvais est une femme politique française, née le 8 mars 1963 à Nevers.

## Biographie

### Débuts en politique
Pendant 25 ans, Valérie Beauvais est l'assistante parlementaire de son frère, le député Jean-Claude Thomas,.
Après les élections municipales de 2014, elle devient 3e adjointe au maire de Reims, Arnaud Robinet ; elle est chargée de la voirie,. L'année suivante, elle est élue conseillère régionale du Grand Est,.

### Députée (2017-2022)
Quand, avant les élections législatives de 2017, Arnaud Robinet choisit de rester maire de Reims, Valérie Beauvais est investie par Les Républicains dans la première circonscription de la Marne, avec le député sortant comme suppléant. Au soir du premier tour, elle arrive derrière l'avocat Gérard Chemla, sans étiquette  n'ayant pas reçu l'investiture de La République en marche ! (28,30 % contre 27,57 %). Se réclamant « gaulliste sociale », Valérie Beauvais reçoit cependant le soutien du Premier ministre Édouard Philippe,,. Avec 55,35 % des voix, elle est élue députée au second tour,.
Le 21 novembre 2018, elle est nommée référente « famille » dans le « cabinet fantôme » de Laurent Wauquiez.
Elle porte en février 2019 une proposition de loi visant à assouplir la loi Évin, pour permettre aux vins locaux de subventionner une équipe sportive locale.
Lors des élections municipales de 2020 à Reims, Valérie Beauvais figure en 20e position sur la liste d'Arnaud Robinet,. La liste divers droite rassemblant plus de 66 % des voix dès le premier tour, elle est réélue conseillère municipale et communautaire.
En 2022, Valérie Beauvais est candidate à sa réélection avec l'étiquette Les Républicains. Alors que de nombreuses personnalités de la droite locale rejoignent la majorité présidentielle d'Emmanuel Macron, elle reste fidèle à son parti, critiquant notamment le président sur la dette publique, le déficit commercial ou les retraites.
Lors des élections législatives du 12 juin 2022, elle affronte donc plusieurs candidats dont Xavier Albertini, adjoint à la sécurité du maire de Reims et membre du parti Horizons de l'ancien premier ministre Édouard Philippe. Xavier Albertini est soutenu par Arnaud Robinet et Catherine Vautrin, partisans de Valérie Beauvais cinq ans plus tôt. Avec 15,6 % des voix, elle est battue dès le premier tour, distancée par le candidat de la majorité présidentielle (28,5 %), Évelyne Bourgoin de la NUPES (24,2 %) et Roger Paris du RN (20,3 %),. Pour le second tour, elle appelle à faire barrage « à l’extrême gauche ». La circonscription est remportée par Xavier Albertini avec près de 56 % des suffrages.